# المحافظة على مدار
المحافظة على مدار قمر صناعي (بالإنجليزية:orbital station-keeping) في الديناميكا الفلكية هي مناورة تعتمد على تشغيل محركات القمر الصناعي الذي يدور حول الأرض في الفضاء بغرض محافظة القمر الصناعي على مداره ودون الخروج منه. يتحتم إجرء تلك المناورات من حين لآخر نظرا لأن جاذبية الأرض للقمر الصناعي ليست منتظمة في جميع الاتجاهات. ذلك لأن كثافة الأرض ليست متساوية تماما. كما تؤثر عوامل جاذبية القمر وجاذبية الشمس على القمر الصناعي، وكذلك الضغط الإشعاعي للشمس على القمر الصناعي، وكذلك مقاومة احتكاك القمر الصناعي ببقايا الغلاف الجوي العلوي. 
في حالة قمر صناعي موجود في مدار أرضي جغرافي متزامن يتغير ميل المدار (بالنسبة لخط الاستواء) بسبب جاذبية القمر / والشمس، مما يوجب تشغيل المحركات الصاروخية في القمر الصناعي لضبط المدار وهذا يسهلك قدرا ليس هينا من الوقود. بهذا يصبح استقبال إشارات من القمر الصناعي من هوائيات على الأرض غير موجهة في حيز الإمكان.

## مدار منخفض
في حالة قمر صناعي يدور في مدار منخفض حول الأرض يكون فعل احتكاك القمر الصناعي بجو الأرض عاملا يحتاج إلى مناروات تعديل. وفي بعض البعثات الفضائية يكون التعديل لازما حتى لا يسقط القمر الصناعي على الأرض. كما تلزم تلك التعديلات للمحافظة علي مدار قمر صناعي يكون دورانه متزامنا مع دوران الأرض، وإلا تنخفض دورة القمر الصناعي عن دورة الأرض حول محورها.
كما أن ضغط الإشعاع الشمسي يخل بمدار القمر الصناعي. ويجب في بعض البعثات الاهتمام به والعمل على تعديل حركة القمر الصناعي بحيث يحافظ على مداره.

## مدار أرضي جغرافي متزامن

Inclined orbital planes

في حالة وجود قمر صناعي في مدار أرضي جغرافي متزامن يجب المحافظة على الانحراف المداري وبقائه صغيرا بغرض استقبال إشاراته من هوائيات على الأرض لا تعمل بطريقة التحكم. كذلك بالنسبة إلى قمر صناعي يقوم بمراقبة الأرض عن بعد حيث يراد إعادة الدوارن في مدارات فوق مناطق معينة على الأرض، في تلك الحالة يجب المحافظ على أن يكون متجه الانحراف المداري ثابتا قدر الإمكان. وتقوم محركات على القمر الصناعي بإجراء تلك التعديلات عن طريق تشغيلها لفترات قصيرة بين الحين والآخر.

## مدار في نقطة لاغرانج

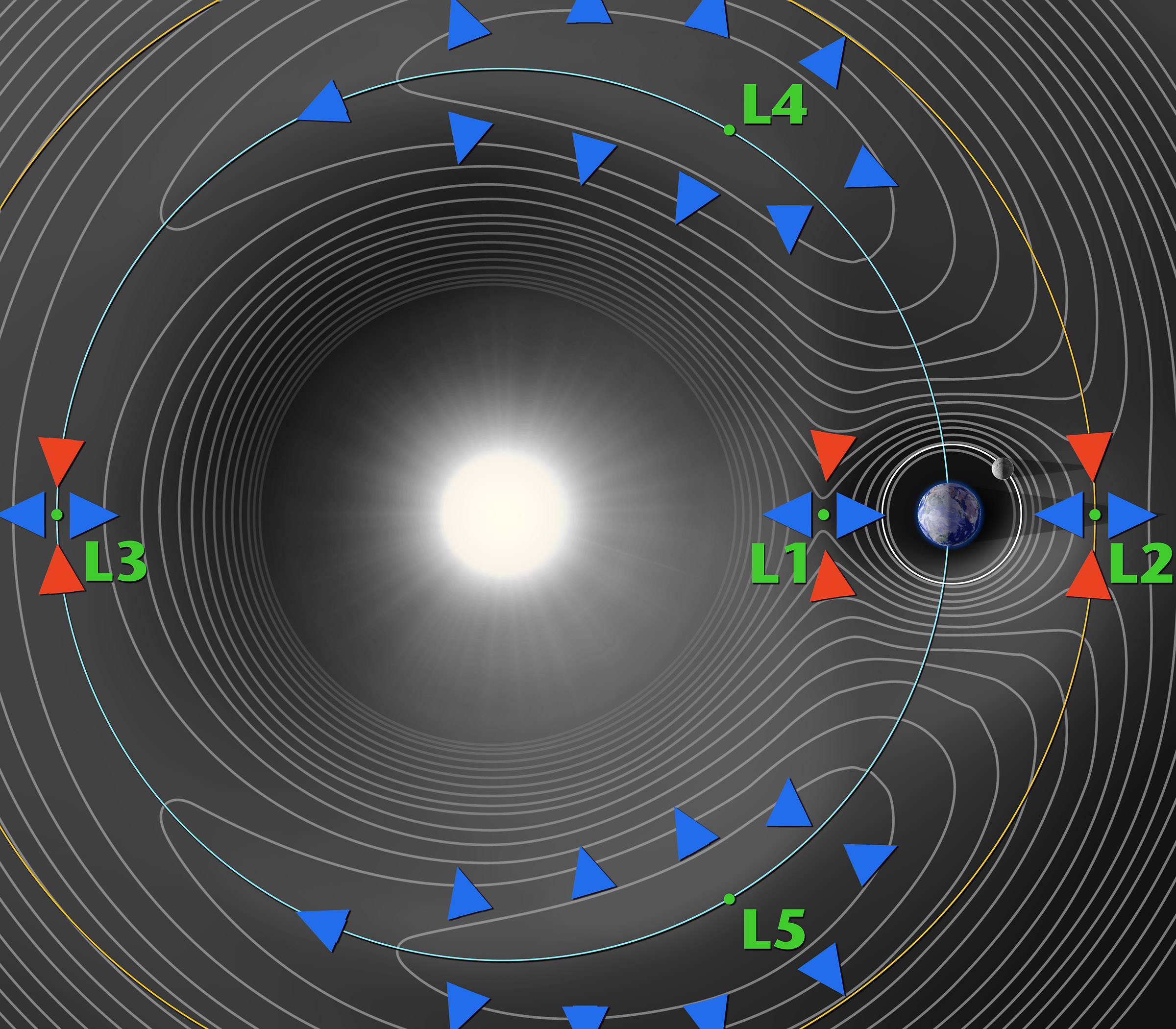
صورة توضيحية لمواقع نقاط لاغرانج بالنسبة للنظام أرض /شمس. الشمس في وسط الصورة.

في حالة قمر صناعي في مدار حول أحد نقاط لاغرانج يكون المحافظة على المدار شيئا مهما حيث أن مثل ذلك المدار لا يكون مستقرا. إذا لم تتم مناورة المحافظة على المدار بالدقة المرغوبة لمحركات القمر الصناعي وضبط سرعته فمن الممكن أن تفشل المناورة ويخرج القمر الصناعي عن مداره 
.

## اقرأ أيضا
- نقاط لاغرانج

## وصلات خارجية
- Station-keeping at the Encyclopedia of Astrobiology, Astronomy, and Spaceflight
- XIPS Xenon Ion Propulsion Systems
- Jules Verne boosts ISS orbit (report from the European Space Agency)